# Westfalendamm
Westfalendamm ist der Statistische Bezirk 80 der kreisfreien Großstadt Dortmund. Er liegt im Südosten der Stadt und gehört zum Stadtbezirk Innenstadt-Ost. Der Statistische Bezirk besteht heute aus den statistischen Unterbezirken Gartenstadt-Nord und Gartenstadt-Süd, die zusammen den Dortmunder Stadtteil Gartenstadt bilden sowie aus den statistischen Unterbezirken Westfalendamm-Nord und Westfalendamm-Süd.

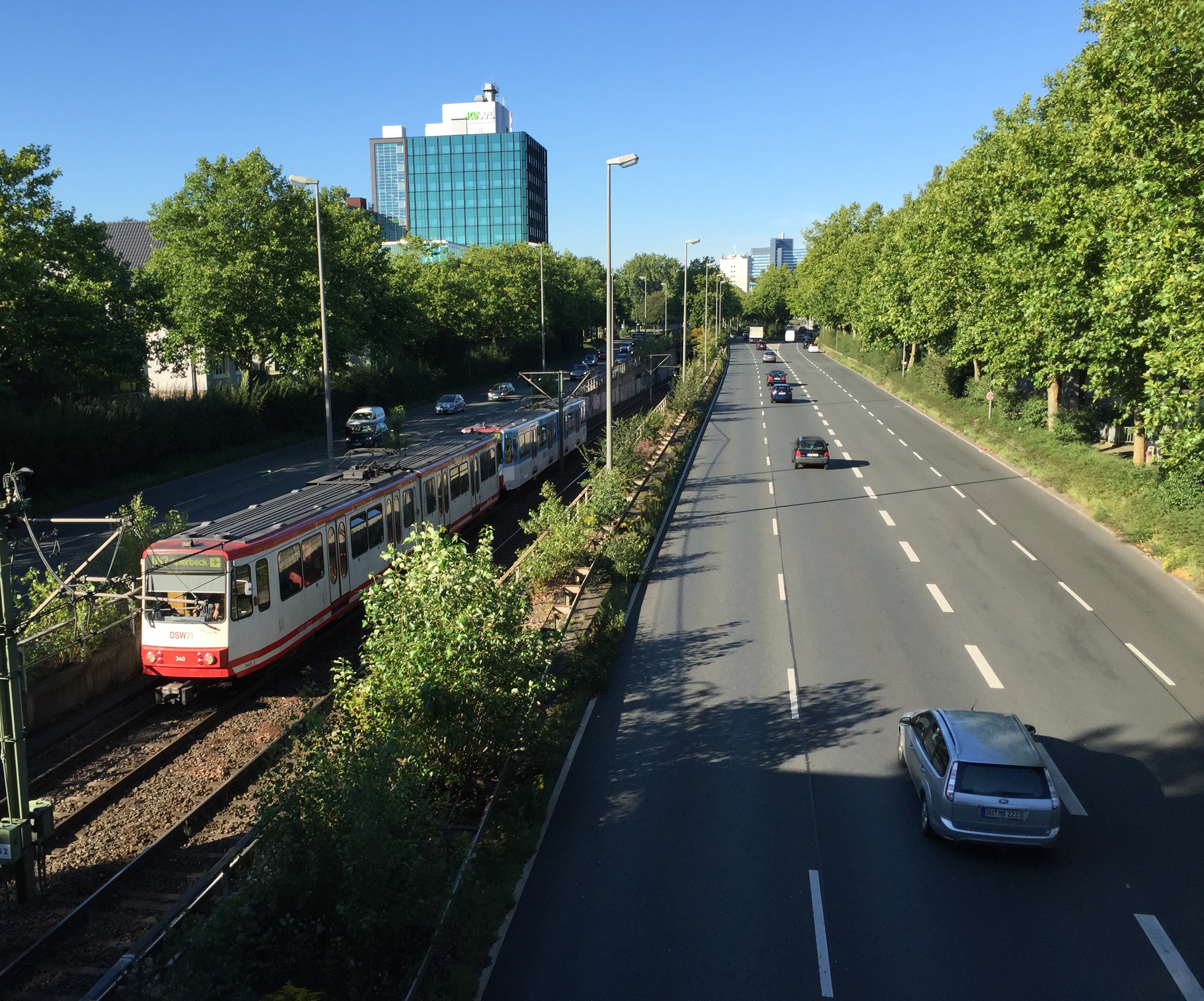
Westfalendamm Dortmund Fahrbahn Richtung Bochum

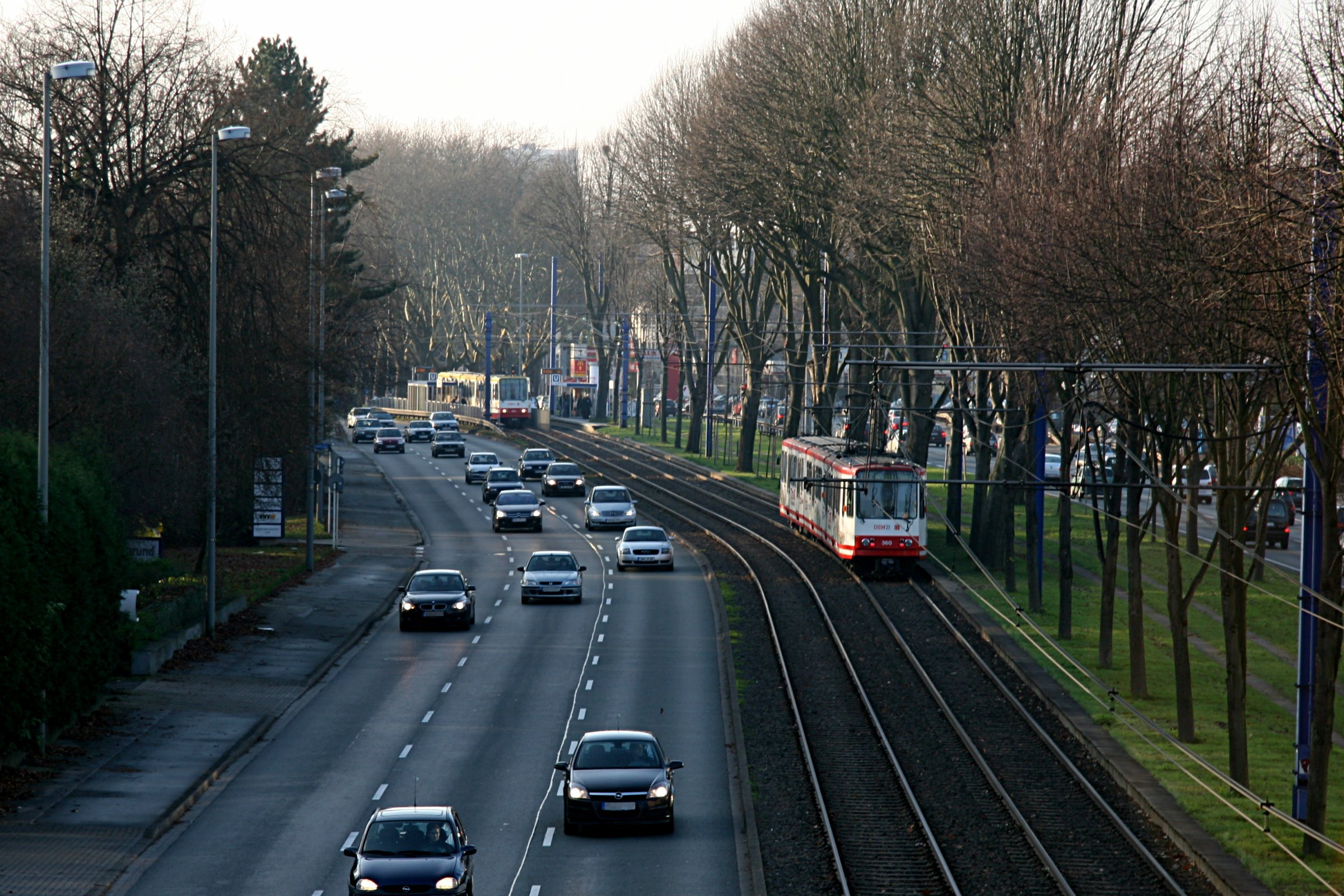
Fahrbahn Richtung Kassel, von der Fußgängerbrücke Obere Brinkstraße aus gesehen

Namensgebend für den statistischen Bezirk ist der Westfalendamm, eine der wichtigsten Hauptstraßen in Dortmund. Zusammen mit dem sich westlich anschließenden Rheinlanddamm ist diese Teil der Bundesstraße  auf Dortmunder Stadtgebiet.
Mit der von Westen aus Richtung Bochum kommenden  und der im Osten nach Kassel weiterführenden  übernimmt der Westfalendamm neben seiner ihm eigentlich zugedachten Funktion als Wohn- und innerörtliche Hauptstraße nicht nur zusätzlich die Rolle einer Landstraße (), sondern de facto auch die einer Autobahn. Als sechsspurige, von vierstreifigen Baumreihen flankierte Allee ist der Westfalendamm nicht für ein tägliches Verkehrsaufkommen von mehr als 140.000 Kraftfahrzeugen ausgelegt. Insbesondere zu Messeveranstaltungen in den Westfalenhallen und bei Fußballspielen im Signal Iduna Park kommt es daher regelmäßig zu längeren Staus.
Seit Anfang 2008 gilt auf dem Westfalendamm ein Nachtfahrverbot für Lastkraftwagen und im innerstädtischen Bereich ein Tempolimit von 50 km/h. Letzteres wird mit Hilfe einer Geschwindigkeitsmessanlage des Typs PoliScan Speedtower zwischen Lübkestraße und Oberer Brinkstraße kontrolliert.

## Geschichte
Bis 1910 als Aplerbecker Landstraße bezeichnet, verkehrte auf dem Westfalendamm ab 1914 eine Straßenbahn (heute: Stadtbahn-Linie U47) zwischen Dortmund und Aplerbeck. Von 1918 bis 1930 entwickelte sich zwischen Märkischer Straße und dem ehemaligen Nussbaumweg eine elegante und in weiten Teilen noch heute gut erhaltene Villenbebauung. Mit der Alleenbepflanzung (Platanen), der einspurigen Straßenführung und den beiderseitigen Reitwegen war der Westfalendamm ein großzügig angelegter und bei der Dortmunder Bürgerschaft äußerst beliebter Straßenzug, auf dem man sonntags gerne flanierte.

## Statistik
Zum 31. Dezember 2024 lebten 18.900 Einwohner im statistischen Bezirk Westfalendamm (mit Gartenstadt).
Struktur der Bevölkerung (mit Gartenstadt):
- Bevölkerungsanteil der unter 18-Jährigen: 14,9 % [Dortmunder Durchschnitt: 16,2 % (2018)][2]
- Bevölkerungsanteil der mindestens 65-Jährigen: 25,3 % [Dortmunder Durchschnitt: 20,2 % (2018)][3]
- Ausländeranteil: 15,4 % [Dortmunder Durchschnitt: 22,3 % (2024)][4]
- Arbeitslosenquote: 6,6 % [Dortmunder Durchschnitt: 11,0 % (2017)][5]

Das durchschnittliche Einkommen liegt etwa 60 % über dem Dortmunder Durchschnitt.

### Bevölkerungsentwicklung
| Jahr      | 1987   | 2003   | 2008   | 2013   | 2016   | 2019   | 2020   | 2022   | 2024   |
| --------- | ------ | ------ | ------ | ------ | ------ | ------ | ------ | ------ | ------ |
| Einwohner | 17.621 | 17.169 | 17.051 | 17.547 | 17.712 | 18.111 | 18.178 | 18.596 | 18.900 |

## Aktuelle Planungen
Um die am Westfalendamm und in der Gartenstadt lebende Bevölkerung vom Fern- und Durchgangsverkehr zu entlasten, ist zwischen der Märkischen Straße und dem Anschluss der  eine zusätzliche Verkehrsführung in Tunnellage geplant. Dieser dann zur  gehörende Autobahntunnel soll je zwei Spuren pro Richtung aufweisen und damit erstmals eine ampelfreie Durchfahrt durch Dortmund ermöglichen. Mit dem Rückbau des im untertunnelten Bereich gelegenen Westfalendamms auf ebenfalls je zwei Spuren plant man gleichzeitig die Wiederöffnung der zurzeit abgebundenen Seitenstraßen. Der Planfeststellungsbeschluss erfolgte im Januar 2008, Baubeginn sollte ursprünglich im Frühjahr 2010 sein. Das Oberverwaltungsgericht Münster hob jedoch mit dem am 26. August 2009 ergangenen Richterspruch den Planfeststellungsbeschluss auf. Gegen dieses Urteil legte das Ministerium für Bauen und Verkehr des Landes Nordrhein-Westfalen vor dem Bundesverwaltungsgericht Beschwerde ein. Sie wurde im Juli 2010 zurückgewiesen. Im Bundesverkehrswegeplan bis 2030 ist der Tunnel zwischen Märkischer Straße und Max-Eyth-Straße als „Weiterer Bedarf mit Planungsrecht“ eingestuft.
Im Verbund mit den am Rheinlanddamm bereits erfolgten Erweiterungen (Neubau der Schnettkerbrücke und sechsspuriger Ausbau zwischen dem Autobahnkreuz Dortmund-West und der Wittekindstraße in den Jahren 2005 bis 2012) hoffen die Planer der Stadt Dortmund dem durch die EU-Osterweiterung stark gestiegenen Transitverkehr gerecht zu werden.
Ende 2016 wurde ein neuer Tunnel der Stadtbahn in Betrieb genommen, der eine kreuzungsfreie Verkehrsführung der Stadtbahn U47 vom Mittelstreifen der  auf die Marsbruchstraße ermöglicht.
2018 wurde mit dem Ausbau der Bundesstraße 1 zur sechsspurigen Autobahn 40 zwischen dem Kreuz Dortmund-Ost und dem Autobahnkreuz Dortmund/Unna begonnen. Dieser sollte 2023 abgeschlossen sein. Ende 2024 wird das Jahr 2027 als Fertigstellungsziel genannt.